# Escharina guttosinuata
Escharina guttosinuata är en mossdjursart som beskrevs av Gontar 1993. Escharina guttosinuata ingår i släktet Escharina och familjen Escharinidae. Inga underarter finns listade i Catalogue of Life.